# IC 1339
IC 1339 — галактика типу SBb (компактна витягнута галактика) у сузір'ї Козоріг.
Цей об'єкт міститься в оригінальній редакції індексного каталогу.